# Mundo Novo (Mato Grosso do Sul)
Mundo Novo is een gemeente in de Braziliaanse deelstaat Mato Grosso do Sul. De gemeente telt 16.506 inwoners (schatting 2009).

## Aangrenzende gemeenten
De gemeente grenst aan Eldorado, Japorã, Altônia (PR) en Guaíra (PR).

### Landsgrens
En met als landsgrens aan de gemeente Salto del Guairá in het departement Canindeyú met het buurland Paraguay.